# Бук пурпуролистий (пам'ятка природи, Івано-Франківськ)
Бук пурпуролистий — ботанічна пам'ятка природи місцевого значення. Об'єкт розташований на території Івано-Франківська Івано-Франківської області, вул. Княгинин, 44.
Площа — 0,0200 га, статус отриманий у 1976 році.